# Psilotarsus ellioti
Psilotarsus ellioti là một loài bọ cánh cứng trong họ Cerambycidae.